# صمون
صمون نوعی نان مخمری است که بیشتر در عراق مصرف می شود. صمون در تنورهای سنگی سنتی پخته می‌شود. این نان در کنار خوبز یکی از رایج‌ترین نان‌ها در عراق است. صمون معمولاً با انواع غذاها مانند حمص، کباب و شاورما سرو می‌شود. این نان یکی از محبوب ترین نان‌های مورد استفاده در عراق و در سراسر شام است و انواع آن را می‌توان در سوریه و لبنان نیز یافت. همچنین در سایر کشورهای خاورمیانه و اروپا نیز یافت می‌شود. یک تمایز کلیدی در بیشتر موارد پخت صمون، استفاده از ماست پروبیوتیک به عنوان خمیرمایه است. به جز این، فرآیند تهیۀ آن تقریباً شبیه نان پیتا است، زیرا از آرد، مخمر، آب و گاهی کمی نمک تهیه می‌شود. خمیر باید پس از ورز دادن و قبل از این‌که به شکل لوزی درآورده شود، استراحت داده می‌شود. سپس در یک کورۀ آجری با دمای بالا پخته می‌شود که در نتیجۀ آن پوسته‌ای ترد و فضای داخلی نرم و بخارکرده ایجاد می‌شود.

## ریشه‌شناسی
اعتقاد بر این است که واژۀ صمون از یک کلمۀ ترکی سرچشمه گرفته که آن نیز به نوبۀ خود ریشه در اصطلاحی یونانی برای نان دارد. تصور می شود که شکل مدرن لوزی صمون توسط نانوایان عراقی در اوایل قرن بیستم ایجاد شده است.

## در ایران
تولید و مصرف نان صمون توسط معاودین از عراق به فرهنگ غذایی مردم ایلام راه یافته است. این نان در ایلام هم مصرف خانگی دارد و هم در اغذیه‌فروشی‌ها به عنوان نان ساندویچ مورد استفاده قرار می‌گیرد.

## نگارخانه

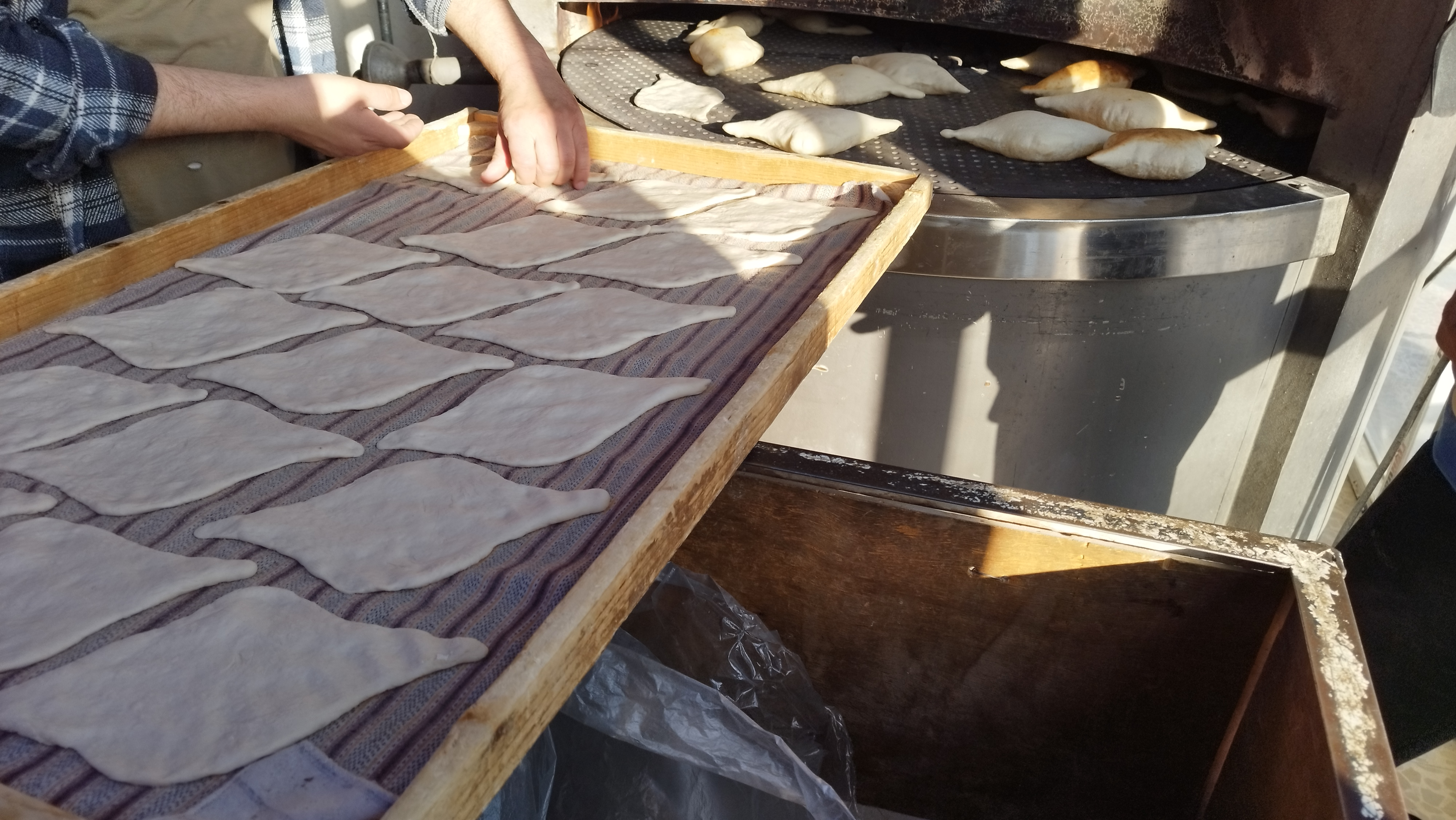
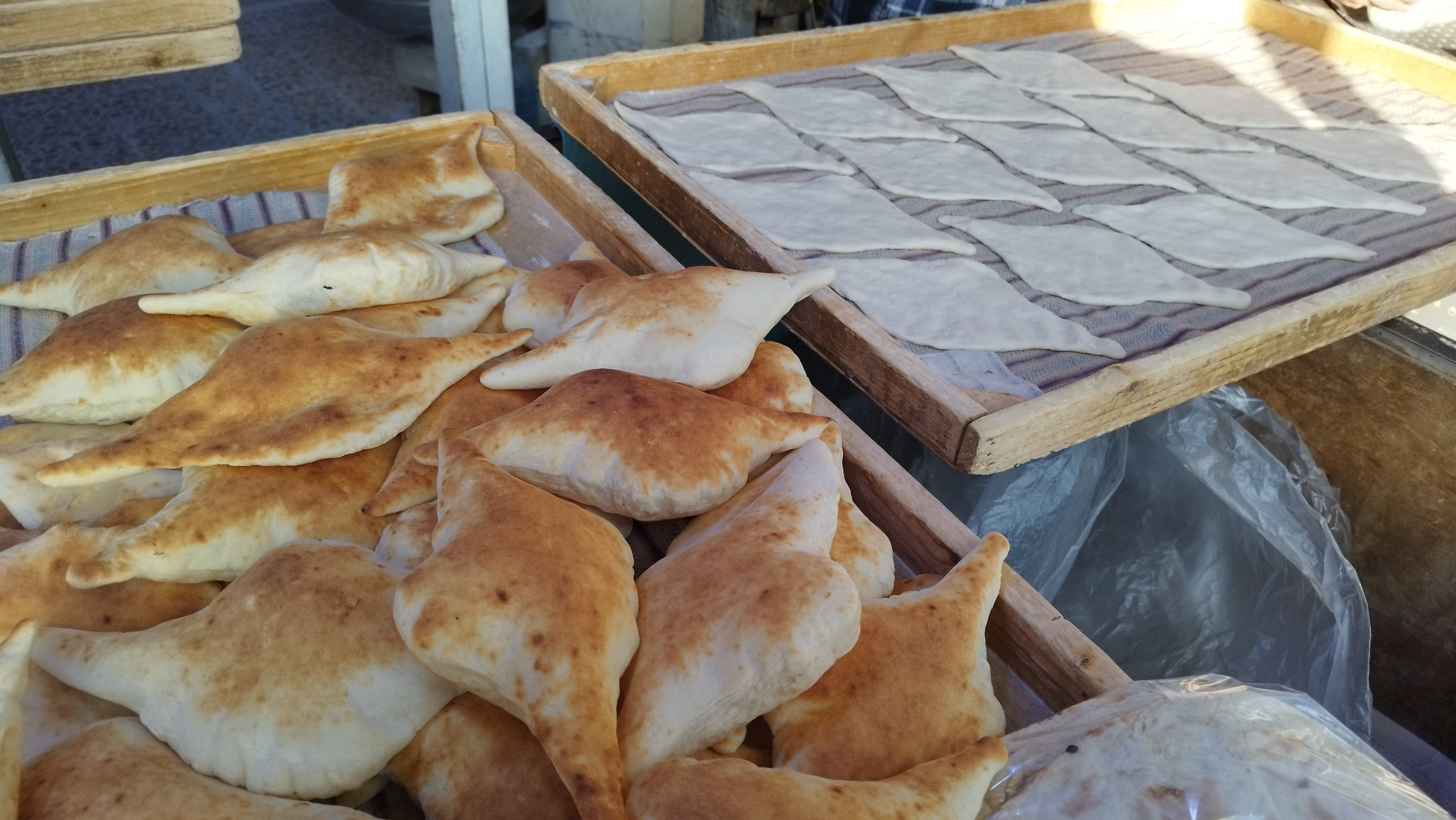
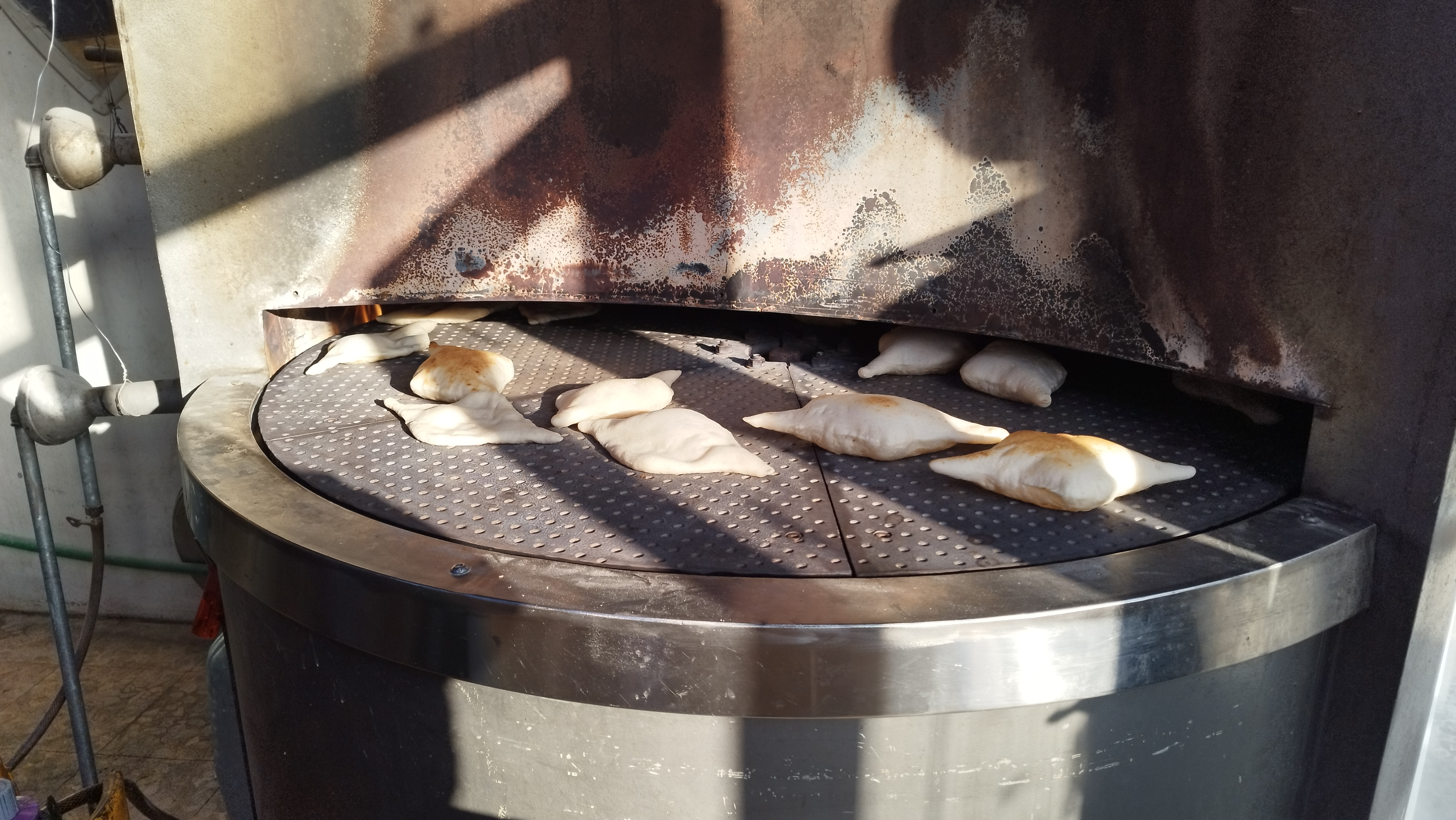
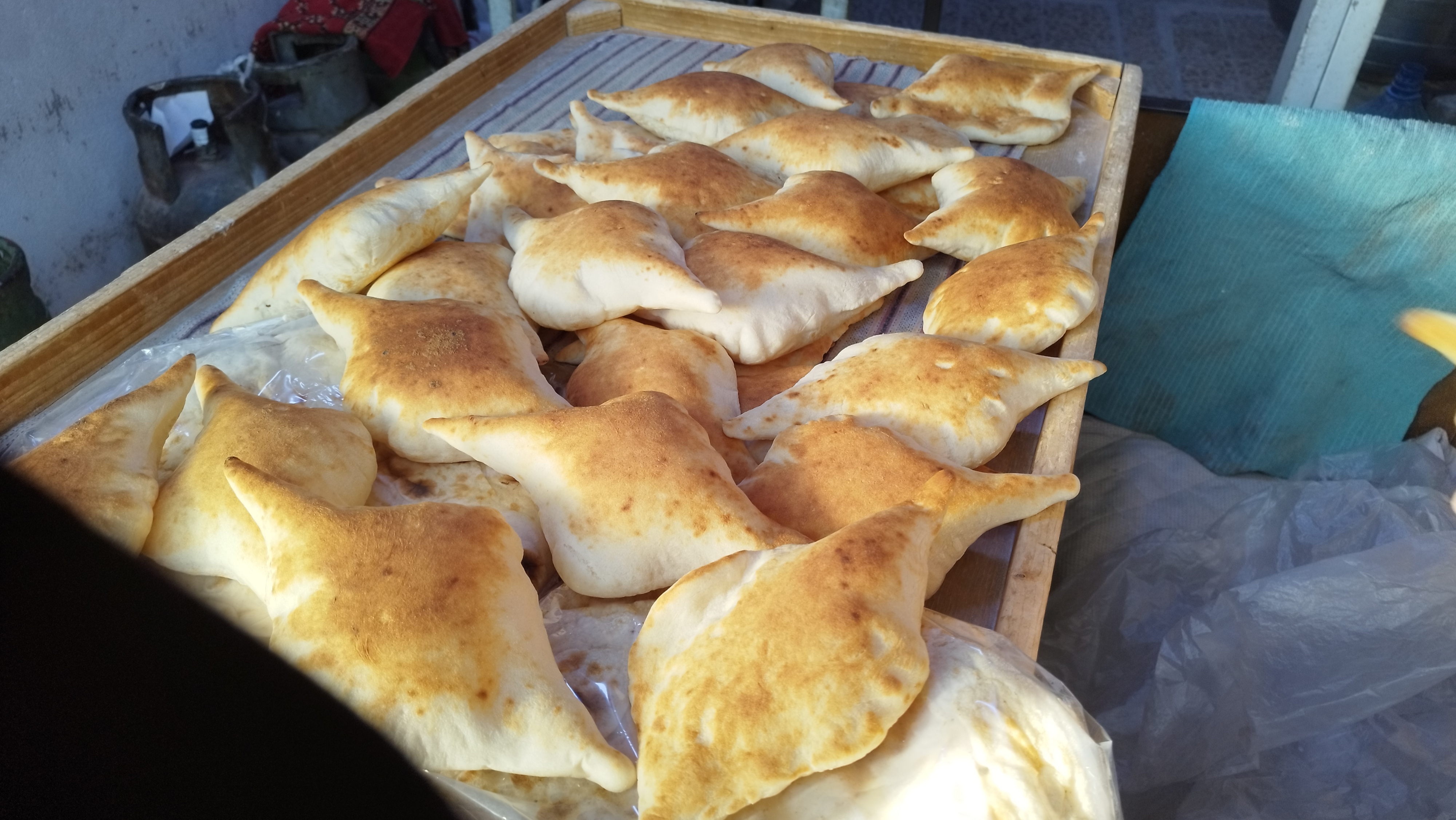